# 〼
〼는 정방형 사각형의 오른쪽 위 꼭지점에서 왼쪽 아래 꼭지점으로 사선을 그은 기호다. 일본어에서 사용되는 특유의 한자 약물(約物)로서 사용된다. 이 기호는 전통 계량기구인 됫박을 기호화한 것으로, 됫박을 의미하는 한자 枡의 약자로서 통한다. 그래서 읽을 때는 枡와 같이 ます 마스[*]라고 읽는다. 됫박이라는 원래 뜻과 무관하게 “마스”라는 음절을 대체할 수 있는 용도로 사용된다. 예컨대 일본어 존댓말 어미 또한 ます이기 때문에, 기호 〼를 붙이면 존댓말이 된다. (예: 豆腐あり〼→두부 있습니다)
| 記号 | 유니코드 | JIS X 0213 | 문자 참조         | 명칭      |
| ---- | -------- | ---------- | ----------------- | --------- |
| 〼   | U+303C   | 1-2-23     | &#x303C; &#12348; | MASU MARK |

유니코드상 위치는 위와 같다. APL 기호 ⍁ U+2341, 일반 사선 사각형 ⧄ U+29C4 와는 별도의 문자로서 인코딩된다.